# Theo dõi trên mạng
Theo dõi trên mạng (tiếng Anh: Cyberstalking) là việc sử dụng Internet hoặc các phương tiện điện tử khác để theo dõi hoặc quấy rối một cá nhân, nhóm hoặc tổ chức. Nó có thể bao gồm các cáo buộc sai sự thật, phỉ báng, vu khống và bôi nhọ. Nó cũng có thể bao gồm giám sát, ăn cắp danh tính, đe dọa, phá hoại, dụ dỗ tình dục hoặc thu thập thông tin có thể được sử dụng để đe dọa, gây xấu hổ hoặc quấy rối.
Theo dõi trên mạng thường đi kèm với rình rập theo thời gian thực hoặc ngoại tuyến. Trong nhiều khu vực pháp lý, chẳng hạn như California, cả hai hình thức đều thuộc nhóm tội phạm hình sự. Cả hai hình thức đều bị thúc đẩy bởi mong muốn kiểm soát, đe dọa hoặc gây ảnh hưởng đến nạn nhân. Kẻ theo dõi có thể là người lạ trực tuyến hoặc người mà mục tiêu biết. Họ có thể ẩn danh và lôi kéo sự tham gia của những người trực tuyến khác, những người thậm chí còn không quen biết nạn nhân.
Theo dõi trên mạng là một tội hình sự theo các điều luật về chống quấy rối, vu khống và quấy rối của nhiều quốc gia. Các khung hình phạt nếu bị kết án có thể là lệnh cấm, quản chế hoặc xử phạt hình sự đối với kẻ tấn công, bao gồm cả bỏ tù.
Khi một cá nhân, tổ chức, hoặc doanh nghiệp bị làm phiền hoặc quấy rối dưới nhiều hình thức thông qua Internet, thì nhiều khả năng họ đang là nạn nhân của hành vi theo dõi mạng. Cụ thể hơn, theo dõi trên mạng là một hình thức tội phạm mạng bao gồm việc lén lút giám sát hoạt động của ai đó trong thực tế hoặc trong khi họ đang online trên máy tính cũng như các thiết bị kết nối Internet. Với một vài kỹ thuật phức tạp hơn, thậm chí Hacker còn có thể theo dõi người dùng ngay cả khi họ đang ngoại tuyến.

## Định nghĩa và mô tả
Rình rập là một quá trình liên tục, bao gồm một loạt các hành động, mỗi hành động có thể hoàn toàn hợp pháp. Giáo sư Lambèr Royakkers định nghĩa việc theo dõi trên mạng là do ai đó gây ra mà không có mối quan hệ hiện tại với nạn nhân. Về những tác động lạm dụng của tấn công mạng, ông viết rằng:
Rình rập] là một hình thức tấn công tinh thần, trong đó hung thủ liên tục, không được hoan nghênh và bất ngờ đột nhập vào cuộc sống-thế giới của nạn nhân, người mà hung thủ không có quan hệ (hoặc không còn), với động cơ trực tiếp hoặc gián tiếp truy nguyên theo phạm vi tình cảm. Hơn nữa, các hành vi riêng biệt cấu thành hành vi xâm nhập không thể gây ra sự lạm dụng tinh thần, nhưng nếu gộp lại với nhau thì có thể. (hiệu ứng tích lũy).

### Phân biệt tấn công mạng với các hành vi khác
Điều quan trọng là nhận ra sự khác biệt giữa troll trên internet và theo dõi trên mạng. Nghiên cứu đã chỉ ra rằng các hành động có thể được coi là vô hại như một lần có thể được coi là bị troll, trong khi nếu đó là một phần của chiến dịch dai dẳng thì có thể bị coi là rình rập.
| STT | Động bcơ       | Mode              | Gravity            | Mô tả                                                                           |
| 1   | Đùa giỡn       | Cyber-bantering   | Troll trên mạng    | Trong khoảnh khắc và nhanh chóng hối hận                                        |
| 2   | Có chiến thuật | Cyber-trickery    | Troll trên mạng    | Trong khoảnh khắc nhưng không hối hận mà vẫn tiếp diễn                          |
| 3   | Có mưu kế      | Bắt nạt trên mạng | Theo dõi trên mạng | Có bỏ công sức để gây ra, nhưng không có một kế hoạch lâu dài                   |
| 4   | Chi phối       | Cyber-hickery     | Theo dõi trên mạng | Có bỏ công sức để tạo ra các phương tiện nhắm đến một hoặc nhiều cá nhân cụ thể |

### Nhận dạng và phát hiện
Một số yếu tố chính đã được xác định trong việc theo dõi trên mạng:
·      Cáo buộc sai lầm: Nhiều kẻ tấn công mạng cố gắng làm tổn hại danh tiếng của nạn nhân và khiến người khác chống lại họ. Họ đăng thông tin sai lệch về nạn nhân trên các trang web. Họ có thể thiết lập trang web, blog hoặc trang người dùng riêng cho mục đích này. Họ đăng các cáo buộc về nạn nhân lên các nhóm tin tức, phòng trò chuyện hoặc các trang web khác cho phép đóng góp công khai như Wikipedia hoặc Amazon.com.
·      Nỗ lực thu thập thông tin về nạn nhân: Những kẻ tấn công mạng có thể tiếp cận bạn bè, gia đình và đồng nghiệp của nạn nhân để lấy thông tin cá nhân. Họ có thể quảng cáo để biết thông tin trên Internet hoặc thuê thám tử tư.
·      Theo dõi các hoạt động trực tuyến của mục tiêu và cố gắng theo dõi địa chỉ IP của họ trong nỗ lực thu thập thêm thông tin về nạn nhân.
·      Khuyến khích người khác quấy rối nạn nhân: Nhiều kẻ tấn công mạng cố gắng lôi kéo các bên thứ ba vào vụ quấy rối. Họ có thể cho rằng nạn nhân đã làm hại kẻ theo dõi hoặc gia đình của mình bằng một cách nào đó, hoặc có thể đăng tên và số điện thoại của nạn nhân để khuyến khích người khác tham gia truy đuổi.
·      Buộc tội sai: Kẻ tấn công mạng sẽ cho rằng nạn nhân đang quấy rối anh/cô ta. Bocij viết rằng hiện tượng này đã được ghi nhận trong một số trường hợp nổi tiếng.
·      Tấn công vào dữ liệu và thiết bị: Họ có thể cố gắng làm hỏng máy tính của nạn nhân bằng cách gửi vi-rút.
·      Đặt hàng hóa và dịch vụ: Họ đặt hàng các mặt hàng hoặc đăng ký tạp chí dưới tên của nạn nhân. Chúng thường liên quan đến đăng ký nội dung khiêu dâm hoặc đặt mua đồ chơi tình dục sau đó chuyển chúng đến nơi làm việc của nạn nhân.
·      Sắp xếp để gặp nhau: Những người trẻ tuổi phải đối mặt với nguy cơ đặc biệt cao khi có những kẻ tấn công mạng cố gắng thiết lập các cuộc gặp gỡ giữa họ.
·      Đăng các tuyên bố phỉ báng hoặc xúc phạm: Sử dụng các trang web và bảng tin để kích động phản ứng từ nạn nhân.

## Phân loại

### Rình rập bởi người lạ
Theo Joey Rushing, một luật sư quận Franklin County, Alabama, không có định nghĩa duy nhất nào về một kẻ tấn công mạng - họ có thể là người lạ đối với nạn nhân hoặc có mối quan hệ trước đây/hiện tại. “[Kẻ rình rập qua mạng] có đủ hình dạng, kích cỡ, độ tuổi và xuất thân. Họ điều tra các trang web để tìm kiếm cơ hội để lợi dụng mọi người.” 

### Người nổi tiếng và người của công chúng
à họ biết hoặc thông qua ảo tưởng, nghĩ rằng họ biết, như trường hợp kẻ theo dõi người nổi tiếng hoặc người của công chúng, trong đó kẻ theo dõi cảm thấy họ biết người nổi tiếng mặc dù người nổi tiếng không biết họ. Là một phần của rủi ro mà họ gặp phải trong mắt công chúng, những người nổi tiếng và nhân vật của công chúng thường là mục tiêu của những lời nói dối hoặc những câu chuyện bịa đặt trong báo lá cải cũng như những kẻ theo dõi, một số người thậm chí dường như là người hâm mộ.

### Bởi mob trực tuyến ẩn danh
Các công nghệ web 2.0 đã cho phép các nhóm người ẩn danh trực tuyến tự tổ chức để nhắm đến mục tiêu các cá nhân bằng hành vi phỉ báng trực tuyến, các mối đe dọa bạo lực và tấn công dựa trên công nghệ. Chúng bao gồm những lời nói dối và những bức ảnh được chứng minh, đe dọa hãm hiếp và bạo lực khác, đăng thông tin cá nhân nhạy cảm về nạn nhân, gửi email tuyên bố gây thiệt hại về nạn nhân cho nhà tuyển dụng và thao túng các công cụ tìm kiếm để làm nổi bật tài liệu về nạn nhân.
Các chuyên gia gán tính chất phá hoại của mob trực tuyến ẩn danh vào động lực quần thể (group dynamics), cho rằng các nhóm có quan điểm đồng nhất có xu hướng trở nên cực đoan hơn. Khi các thành viên củng cố niềm tin của nhau, họ không xem mình là cá nhân và mất ý thức trách nhiệm cá nhân đối với các hành vi phá hoại của họ. Khi làm như vậy họ phi nhân cách hóa nạn nhân, trở nên hung hăng hơn khi họ tin rằng họ được hỗ trợ bởi các nhân vật có thẩm quyền. Các nhà cung cấp dịch vụ Internet và chủ sở hữu trang web đôi khi bị đổ lỗi vì không lên tiếng chống lại loại quấy rối này.

### Theo dõi trên mạng đối với công ty
Theo dõi trên mạng đối với công ty là khi một công ty quấy rối một cá nhân trực tuyến, hoặc một cá nhân hoặc một nhóm các cá nhân quấy rối một tổ chức. Động cơ thúc đẩy tấn công mạng bao gồm mong muốn đạt được tài chính hoặc trả thù.
Một ví dụ phổ biến là trường hợp các công cụ quảng cáo trên mạng truy cập trái phép vào thiết bị ghi âm hoặc giám sát trên máy tính hoặc điện thoại thông minh của một cá nhân để lưu lại mọi thao tác bấm phím, vị trí di chuyển cũng như thói quen cá nhân nhằm phục vụ cho mục đích giới thiệu quảng cáo.
Về phía công ty cũng không tránh khỏi trường hợp bị lộ các thông tin quan trọng. Và kẻ có được những thông tin đó có thể rao bán cho các đối thủ cạnh tranh hay sử dụng để tống tiền công ty.

## Hành vi
Những kẻ tấn công mạng tìm thấy nạn nhân của họ bằng cách sử dụng các công cụ tìm kiếm, diễn đàn trực tuyến, bảng tin và thảo luận, phòng trò chuyện và gần đây, thông qua các trang mạng xã hội  như Myspace, Facebook, Bebo, Friendster, Twitter và Indymedia, một phương tiện truyền thông được biết đến để tự xuất bản. Họ có thể tham gia vào các cuộc quấy rối hoặc trò chuyện trực tiếp hoặc họ có thể gửi vi-rút điện tử và e-mail không được yêu cầu. Ngược lại, các hành động của những kẻ tấn công mạng có thể trở nên dữ dội hơn, chẳng hạn như liên tục nhắn tin cho các mục tiêu. Thông thường hơn, họ sẽ đăng các tuyên bố phỉ báng hoặc xúc phạm về mục tiêu rình rập trên các trang web, bảng tin để nhận được phản ứng hoặc phản hồi từ nạn nhân, từ đó bắt đầu liên lạc. Trong một số trường hợp, họ tạo ra các blog giả mạo dưới tên của nạn nhân có chứa nội dung phỉ báng hoặc khiêu dâm.
Khi bị truy tố, nhiều kẻ theo dõi đã không thành công trong việc biện minh cho hành vi của mình dựa trên việc họ sử dụng các diễn đàn công cộng, trái ngược với tiếp xúc trực tiếp. Khi họ nhận được phản ứng từ nạn nhân, họ thường sẽ cố gắng theo dõi hoạt động trên Internet của nạn nhân. Hành vi tấn công mạng cổ điển bao gồm truy tìm địa chỉ IP của nạn nhân trong nỗ lực xác minh nhà hoặc nơi làm việc của họ. Một số tình huống đe doạ trực tuyến phát triển thành rình rập vật lý và nạn nhân có thể gặp các cuộc gọi điện thoại lạm dụng và quá mức, phá hoại, đe dọa hoặc tục tĩu thư, xâm phạm và tấn công vật lý. Hơn nữa, nhiều kẻ rình rập đời thực sẽ sử dụng việc tấn công mạng như một phương pháp khác để quấy rối nạn nhân.

## Luật pháp
Pháp luật về theo dõi trên mạng thay đổi theo từng quốc gia. Rình rập và đe doạ trực tuyến là những hiện tượng tương đối mới, nhưng điều đó không có nghĩa là các tội phạm thực hiện thông qua mạng không bị trừng phạt theo luật được soạn thảo cho mục đích đó. Mặc dù thường có các luật hiện hành cấm rình rập hoặc quấy rối theo nghĩa chung, các nhà lập pháp đôi khi tin rằng các luật đó không đầy đủ hoặc không đủ rộng, và do đó đưa ra luật mới để giải quyết vấn đề thiếu sót này. Điểm bị bỏ qua là việc thực thi các luật này có thể là một thách thức trong các cộng đồng ảo này.